# Szerelem a legfölsőbb szinteken – Alekosz menyasszonyt keres
A Szerelem a legfölsőbb szinteken – Alekosz menyasszonyt keres az RTL Klub saját készítésű valóságshow-ja, mely 2011-ben a Való Világ 4 fináléját követően indult. A Való Világ negyedik szériájának győztese, Alekosz számára készült párkereső műsor a 2003-as A Nagy Ő és a 2009-es Benkő feleséget keres című produkciókat veszi alapul. A válogatókon Alekosz egykori villalakó-társa, Simor Olivér kiválasztott tizenhat lányt, akik beköltöztek a Való Világ villájába. Olivér mint Alekosz segítőtársa részt vesz a műsorban, de időnként más korábbi villalakók is megjelentek. Alekosz május 29-én végül Veronikát választotta.
A Szerelem a legfölsőbb szinteken adásait Lilu és Sebestyén Balázs vezeti. A párkeresőhöz szorosan kapcsolódó műsor az AlekosznakValó, melynek műsorvezetője a villa két korábbi lakója, Rácz Ildikó „Gigi” és Nádai Anikó.

## Feleségjelöltek
A résztvevők közül Beatrix és Magdi testvérek.
| Név            | Kor | Kategória  | Foglalkozás                  |
| -------------- | --- | ---------- | ---------------------------- |
| Éva            | 18  | Szende     | tanuló                       |
| Szilvia        | 22  | Szende     | tanuló                       |
| Renáta         | 29  | Szende     | fényképész                   |
| Tímea          | 25  | Szende     | kozmetikus                   |
| Andrea         | 33  | Rámenős    | egyéni vállalkozó, üzletkötő |
| Magdi          | 25  | Rámenős    | modell                       |
| Brigitta       | 23  | Rámenős    | escort                       |
| Beatrix        | 27  | Rámenős    | modell                       |
| Barbara        | 25  | Romantikus | szakács                      |
| Anita          | 30  | Romantikus | beszerzési asszisztens       |
| Dorisz         | 20  | Romantikus | tanuló                       |
| Orsolya "Agra" | 39  | Romantikus | ügyintéző, hastáncos         |
| Veronika       | 19  | Különc     | felszolgáló, hostess         |
| Olga           | 25  | Különc     | tanuló                       |
| Magdolna       | 28  | Különc     | festőművész                  |
| Ágnes          | 44  | Különc     | vállalkozó, nyelvtanár       |

## Szívceremóniák
A szívceremóniákon azoknak a hölgyeknek, akik nem kaptak kulcsot Alekosztól, el kellett hagyniuk a villát.
| Jelöltek | 1.                         | 2.                           | 3.                            | 4.                            | 5.                            | 6.                            | 7.                            | Finálé                        |
| Jelöltek | május 11.                  | május 13.                    | május 15.                     | május 17.                     | május 20.                     | május 23.                     | május 25.                     | május 29.                     |
| -------- | -------------------------- | ---------------------------- | ----------------------------- | ----------------------------- | ----------------------------- | ----------------------------- | ----------------------------- | ----------------------------- |
| Veronika | kulcs                      | kulcs                        | kulcs                         | kulcs                         | kulcs                         | kulcs                         | kulcs                         | Alekosz választottja          |
| Olga     | kulcs                      | kulcs                        | kulcs                         | kulcs                         | Kiesett az ötödik ceremónián  | Kiesett az ötödik ceremónián  | kulcs                         | Kiesett                       |
| Barbara  | kulcs                      | kulcs                        | kulcs                         | kulcs                         | kulcs                         | kulcs                         | Kiestek a hetedik ceremónián  | Kiestek a hetedik ceremónián  |
| Magdi    | kulcs                      | kulcs                        | kulcs                         | kulcs                         | kulcs                         | kulcs                         | Kiestek a hetedik ceremónián  | Kiestek a hetedik ceremónián  |
| Andrea   | kulcs                      | kulcs                        | kulcs                         | kulcs                         | kulcs                         | Kiesett a hatodik ceremónián  | Kiesett a hatodik ceremónián  | Kiesett a hatodik ceremónián  |
| Brigitta | kulcs                      | kulcs                        | kulcs                         | kulcs                         | Kiesett az ötödik ceremónián  | Kiesett az ötödik ceremónián  | Kiesett az ötödik ceremónián  | Kiesett az ötödik ceremónián  |
| Beatrix  | kulcs                      | kulcs                        | kulcs                         | Kiesett a negyedik ceremónián | Kiesett a negyedik ceremónián | Kiesett a negyedik ceremónián | Kiesett a negyedik ceremónián | Kiesett a negyedik ceremónián |
| Éva      | kulcs                      | kulcs                        | Kiesett a harmadik ceremónián | Kiesett a harmadik ceremónián | Kiesett a harmadik ceremónián | Kiesett a harmadik ceremónián | Kiesett a harmadik ceremónián | Kiesett a harmadik ceremónián |
| Anita    | kulcs                      | kulcs                        | Feladta                       | Feladta                       | Feladta                       | Feladta                       | Feladta                       | Feladta                       |
| Szilvia  | kulcs                      | Kiestek a második ceremónián | Kiestek a második ceremónián  | Kiestek a második ceremónián  | Kiestek a második ceremónián  | Kiestek a második ceremónián  | Kiestek a második ceremónián  | Kiestek a második ceremónián  |
| Dorisz   | kulcs                      | Kiestek a második ceremónián | Kiestek a második ceremónián  | Kiestek a második ceremónián  | Kiestek a második ceremónián  | Kiestek a második ceremónián  | Kiestek a második ceremónián  | Kiestek a második ceremónián  |
| Magdolna | kulcs                      | Kiestek a második ceremónián | Kiestek a második ceremónián  | Kiestek a második ceremónián  | Kiestek a második ceremónián  | Kiestek a második ceremónián  | Kiestek a második ceremónián  | Kiestek a második ceremónián  |
| Renáta   | Kiestek az első ceremónián | Kiestek az első ceremónián   | Kiestek az első ceremónián    | Kiestek az első ceremónián    | Kiestek az első ceremónián    | Kiestek az első ceremónián    | Kiestek az első ceremónián    | Kiestek az első ceremónián    |
| Tímea    | Kiestek az első ceremónián | Kiestek az első ceremónián   | Kiestek az első ceremónián    | Kiestek az első ceremónián    | Kiestek az első ceremónián    | Kiestek az első ceremónián    | Kiestek az első ceremónián    | Kiestek az első ceremónián    |
| Agra     | Kiestek az első ceremónián | Kiestek az első ceremónián   | Kiestek az első ceremónián    | Kiestek az első ceremónián    | Kiestek az első ceremónián    | Kiestek az első ceremónián    | Kiestek az első ceremónián    | Kiestek az első ceremónián    |
| Ágnes    | Kiestek az első ceremónián | Kiestek az első ceremónián   | Kiestek az első ceremónián    | Kiestek az első ceremónián    | Kiestek az első ceremónián    | Kiestek az első ceremónián    | Kiestek az első ceremónián    | Kiestek az első ceremónián    |
|          |                            |                              |                               |                               |                               |                               |                               |                               |
| Kiesett  | Renáta Tímea Agra Ágnes    | Szilvia Dorisz Magdolna      | Éva                           | Beatrix                       | Brigitta Olga                 | Andrea                        | Barbara Magdi                 | Olga                          |

## Alkotók
- Rubin Kristóf – kreatív producer

## Külső hivatkozások
- A Szerelem a legfölsőbb szinteken hivatalos oldala
- Az RTL Klub hivatalos oldala